# Duane
Duane  è un nome proprio di persona inglese e irlandese maschile.

## Varianti
- Inglesi
  - Maschili: Dewayne[1], Dwain[1], Dwayne[1], Dwaine, Dwane
  - Femminili: Duana[1]

## Origine e diffusione
Riprende l'omonimo cognome irlandese, forma anglicizzata del cognome gaelico Ó Dubhán, che significa "discendente di Dubhán". A questo cognome potrebbe risalire anche il nome Devin.

## Onomastico
Il nome è adespota, non avendo santi che gli corrispondano. L'onomastico può essere festeggiato il 1º novembre per la festa di Ognissanti.

## Persone
- Duane Allman, chitarrista e cantante statunitense
- Duane Gene Carey, astronauta statunitense
- Duane Carter, pilota automobilistico statunitense
- Duane Causwell, cestista statunitense
- Duane Chapman, personaggio televisivo statunitense
- Duane Cooper, cestista statunitense
- Duane Eddy, musicista statunitense
- Duane Erwin, cestista statunitense
- Duane Ferrell, cestista statunitense
- Duane Hanson, scultore statunitense
- Duane Jones, attore statunitense
- Duane Klueh, cestista e allenatore di pallacanestro statunitense
- Duane Michals, fotografo statunitense
- Duane Swanson, cestista statunitense
- Duane Washington, cestista statunitense
- Duane Whitaker, attore statunitense
- Duane Woodward, cestista statunitense

### Variante Dwayne
- Dwayne Broyles, cestista statunitense
- Dwayne Collins, cestista statunitense
- Dwayne De Rosario, calciatore canadese
- Dwayne Johnson, attore e wrestler statunitense
- Dwayne Jones, cestista statunitense
- Dwayne McClain, cestista statunitense
- Dwayne Mitchell, cestista statunitense
- Dwayne Morton, cestista statunitense
- Dwayne Peel, rugbista a 15 gallese
- Dwayne Sandy, calciatore sanvincentino
- Dwayne Schintzius, cestista statunitense
- Dwayne Washington, cestista statunitense
- Dwayne Wade, cestista statunitense

### Altre varianti
- Dwaine Board, giocatore di football americano e allenatore di football americano statunitense
- Dwane Casey, cestista e allenatore di pallacanestro statunitense
- Dwain Chambers, atleta britannico

## Il nome nelle arti
- Dwayne e Dwayne Jr. sono due personaggi di A tutto reality presenta: Missione Cosmo Ridicola.